# Direction de la Documentation et de la Sécurité extérieure (Sénégal)
La direction de la Documentation et de la Sécurité extérieure (DDSE) était le service de renseignement extérieur sénégalais. Dépendant du  ministère des Forces armées, elle a été dissoute en 2014 pour être remplacée par la Direction générale du renseignement extérieur (DGRE).

## Organisation
La DDSE comprenait[réf. nécessaire] :
- la Division Situation - Synthèse ;
- la Division Instruction - Études prospectives ;
- la Division Documentation ;
- la Division Sécurité extérieure ;
- le Bureau Administration - Finances.

## Les directeurs
- Mamadou Niang
- Papa Khalilou Fall
- Babacar Gaye
- Mor Sène
- Colonel Papa Farba Sarr
- Samba Fall
- El Hadji Daouda Niang